# Церква Зіслання Святого Духа (Доброводи)
Церква Зіслання Святого Духа в Доброводах — парафія і храм греко-католицької громади Монастириського деканату Бучацької єпархії Української греко-католицької церкви в селі Доброводи Чортківського району Тернопільської области.

## Історія церкви
Храм Зіслання Святого Духа, збудований з білого каменю у 1836 році, був дочірньою церквою Швейківської парафії, оскільки місцева греко-католицька громада не могла утримувати власного священника.
З 1946 року, з приходом радянської влади, парафія перейшла до РПЦ.
У 1961 році державна влада закрила церкву, але віряни не дали перетворити її на господарську споруду. У той період жителі села відвідували богослужіння в церкві Святого Миколая в Ковалівці.
У 1989 році розпочалася реконструкція храму.
У 1996 році була утворена греко-католицька парафія, яка об'єднала села Доброводи та Олеша, при цьому церква в Доброводах стала материнською, а в Олеші — дочірньою.
У 2008 році храм був повністю реставрований.
На території села є дзвіниця та старовинна фігура Матері Божої.
При парафії діють:
- Братство «Апостольство молитви».
- Спільнота «Вівтарна дружина».

## Парохи
- о. Петро Хомста,
- о. Роман Ворончак (1996—2006),
- о. Ігор Джиджора (з 2006).